# Conus cylindraceus
Conus cylindraceus е вид охлюв от семейство Conidae. Видът не е застрашен от изчезване.

## Разпространение и местообитание
Разпространен е в Американска Самоа, Вануату, Гуам, Източен Тимор, Индонезия, Кирибати, Кокосови острови, Коморски острови, Мавриций, Мадагаскар, Майот, Малдиви, Малки далечни острови на САЩ (Мидуей и Уейк), Маршалови острови, Микронезия, Мозамбик, Науру, Ниуе, Нова Каледония, Остров Рождество, Острови Кук, Палау, Папуа Нова Гвинея, Провинции в КНР, Реюнион, Самоа, САЩ (Хавайски острови), Северни Мариански острови, Соломонови острови, Тайван, Токелау, Тонга, Тувалу, Уолис и Футуна, Фиджи, Филипини, Френска Полинезия и Япония (Кюшу, Минамитори и Шикоку).
Обитава пясъчните дъна на океани и морета.